# 鳳凰香港電視
鳳凰香港電視有限公司（英語：Phoenix Hong Kong Television Limited）是鳳凰衛視間接全資擁有附屬公司，曾於2016年5月6日向通訊事務管理局遞交有關數碼地面電視廣播的香港本地免費電視服務牌照申請，但已於2017年8月18日撤回。

## 組織
鳳凰香港電視有限公司是由鳳凰衛視間接全資擁有附屬公司，於2016年4月28日成立。

## 歷史及發展
雖然鳳凰衛視的香港數碼廣播電台鳳凰優悅於2015年末停播，但鳳凰衛視於2016年9月19日港交所公布，其間接全資擁有附屬公司「鳳凰香港電視有限公司」，已在2016年5月6日向通訊事務管理局遞交有關香港數碼地面電視廣播的香港本地免費電視服務牌照申請，並指出倘若該申請獲得批准，鳳凰香港將進行公司架構重組，以符合相關法律法規。
鳳凰衛視主席劉長樂於2002年曾收購亞視46%股份，並成為大股東。
鳳凰衛視旗下廣東話頻道鳳凰衛視香港台2011年啟播，但並非以免費電視服務牌照播出。
2016年9月23日，通訊事務管理局在憲報刊登公告以就鳳凰香港的牌照申請作公眾諮詢，提交意見期限至同年11月3日。
2017年8月18日，鳳凰衛視控股發出公告，表示由於本地免費電視節目服務的不利市況及公司業務/投資方向的改變，因此公司董事會決議通過撤回免費電視服務牌照申請，並在當日向通訊事務管理局遞交撤回該申請的書面通知。

## 頻道
鳳凰香港電視曾計劃提供2個節目頻道，包括播放24小時廣東話綜合頻道、播放英文及普通話節目的18小時英語綜合頻道。